# 齐格蒙特小堂

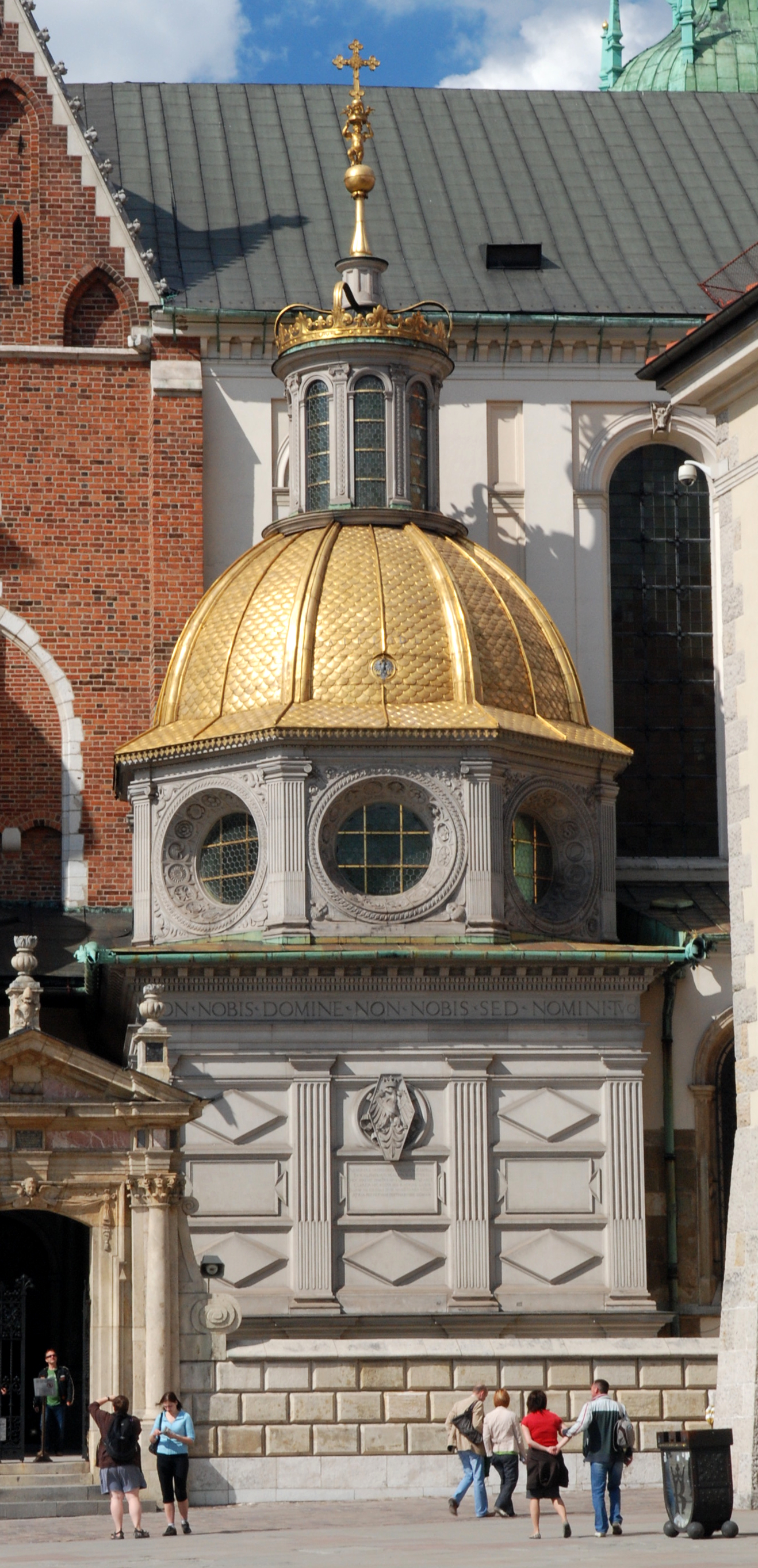
齐格蒙特小堂

齐格蒙特小堂（波蘭語：kaplica Zygmuntowska）是波兰克拉科夫圣达尼老圣文策老圣殿总主教座堂的一座皇家小堂，是为雅盖隆王朝最后一批成员建造的葬礼小堂，被许多艺术史学家称赞为“阿尔卑斯山以北最美丽的托斯卡纳文艺复兴建筑”。 它是由国王齐格蒙特一世出资，由意大利建筑师巴尔托洛梅奥·贝雷奇建于1519-1533年。
这是一座带有金色穹顶的方形小堂，内有国王齐格蒙特一世、齐格蒙特二世和安娜·雅盖隆卡的陵墓。内部雕塑、灰泥和绘画是由当时一些最著名的艺术家设计的，包括建筑师贝雷奇本人、乔治·彭茨、桑蒂·古奇和赫尔曼·维舍尔。

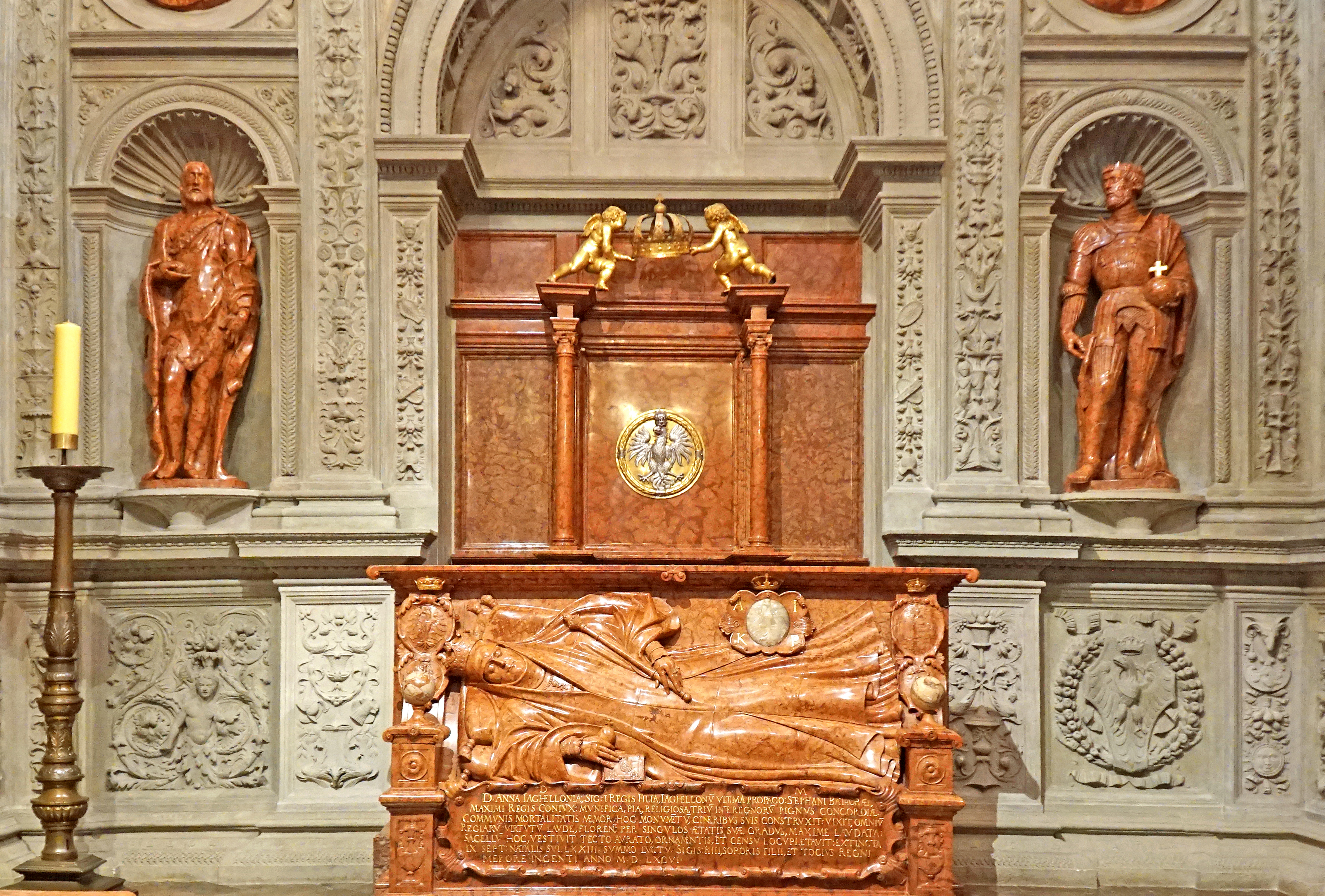
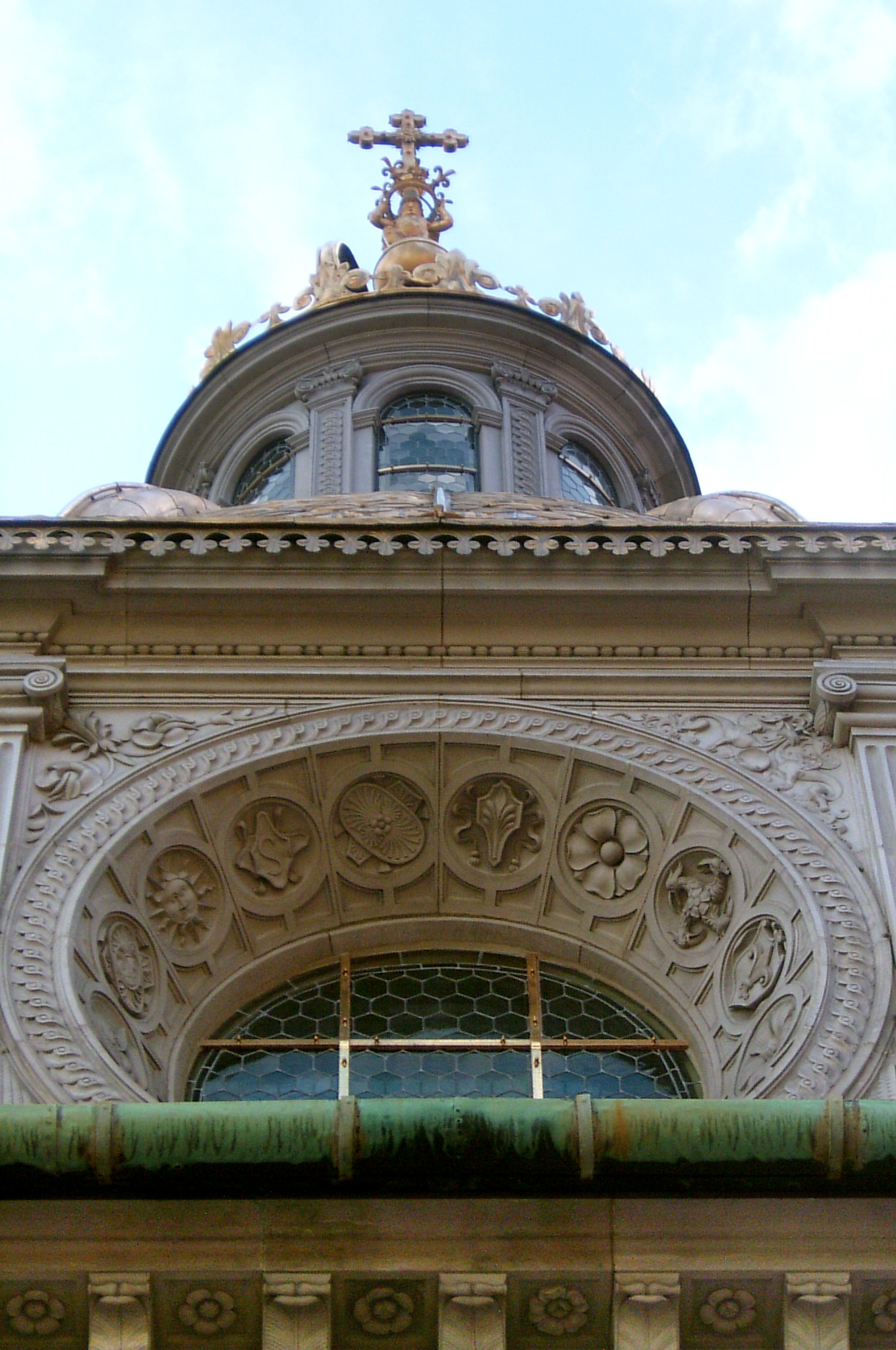
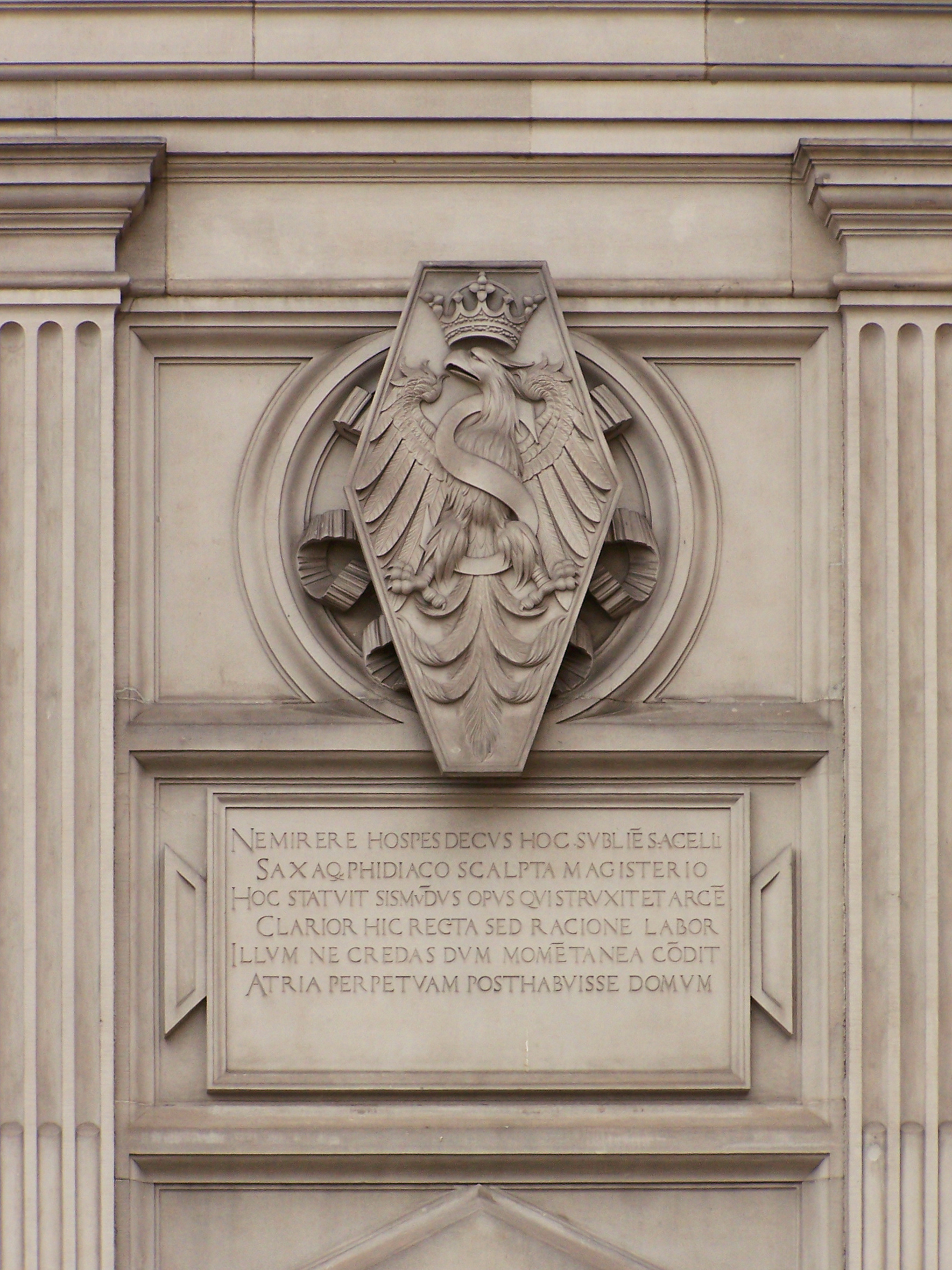
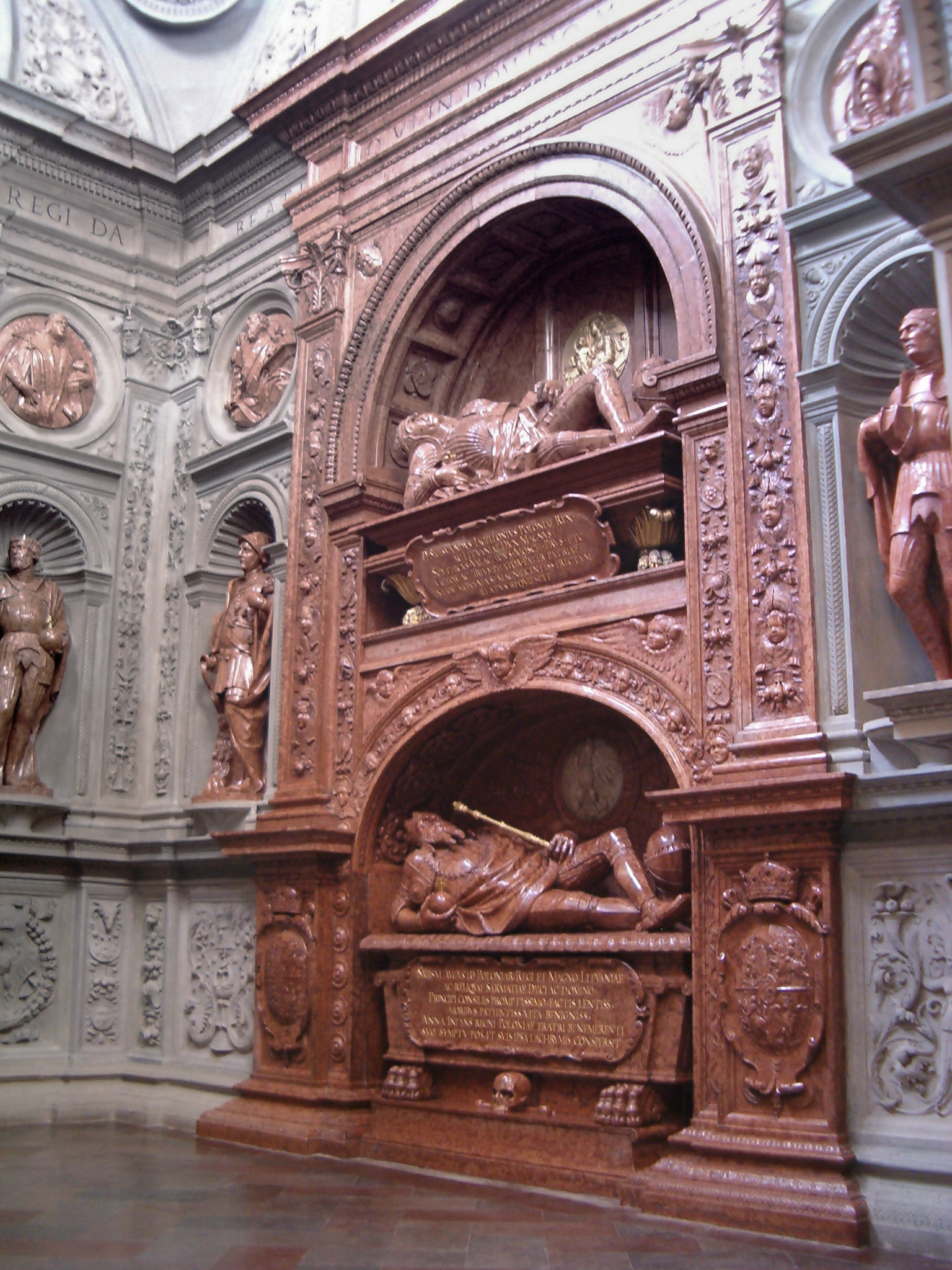